# Großsteingräber bei Molmke
Die Großsteingräber bei Molmke waren ursprünglich zehn, vielleicht auch zwölf megalithische Grabanlagen der jungsteinzeitlichen Tiefstichkeramikkultur bei Molmke, einem Ortsteil der Gemeinde Diesdorf im Altmarkkreis Salzwedel, Sachsen-Anhalt. Heute existiert nur noch eine Anlage, die restlichen wurden im 19. Jahrhundert zerstört.

## Lage
Das erhaltene Grab 1 befindet sich etwa 1,4 km westlich von Molmke auf einem Feld. Etwa 1,5 km südöstlich von Grab 1 lag nach Johann Friedrich Danneil Grab 2 und Grab 3 nur knapp 30 m in südlicher Richtung von diesem entfernt. 150 m von diesen beiden Gräbern entfernt, wobei die Richtung nicht überliefert ist, lag Grab 4, Grab 5 lag etwa 75 m westlich von diesem. Grab 6 befand sich in der Nähe der Großsteingräber bei Diesdorf, Grab 7 etwa 45 m östlich. Grab 8 befand sich etwa 1,5 km südwestlich von Molmke und Grab 9 knapp 40 m östlich davon. Nach Danneils Beschreibung lagen nahe dem Hofe des Bauern Kray drei runde Hügel, bei denen es sich zumindest bei einem sicher um ein Großsteingrab gehandelt hat.
In der näheren Umgebung gibt es mehrere weitere Großsteingräber. 540 m nordwestlich des erhaltenen Grabes liegen die Großsteingräber bei Diesdorf. 2 km südöstlich befindet sich das Großsteingrab Drebenstedt (eine erhaltene von ursprünglich fünf Anlagen). 2,7 km nordnordwestlich liegen die Großsteingräber bei Schadewohl.

## Forschungsgeschichte
Die Gräber wurden erstmals 1843 durch Johann Friedrich Danneil beschrieben. Eduard Krause und Otto Schoetensack stellten Anfang der 1890er Jahre bei einer erneuten Aufnahme der Großsteingräber der Altmark fest, dass nur noch ein Grab erhalten war. Die restlichen Anlagen waren in der Zwischenzeit zerstört worden. 2003–04 erfolgte eine weitere Aufnahme und Vermessung aller noch existierenden Großsteingräber der Altmark als Gemeinschaftsprojekt des Landesamts für Denkmalpflege und Archäologie Sachsen-Anhalt, des Johann-Friedrich-Danneil-Museums Salzwedel und des Vereins „Junge Archäologen der Altmark“.

## Beschreibung

### Das erhaltene Grab 1

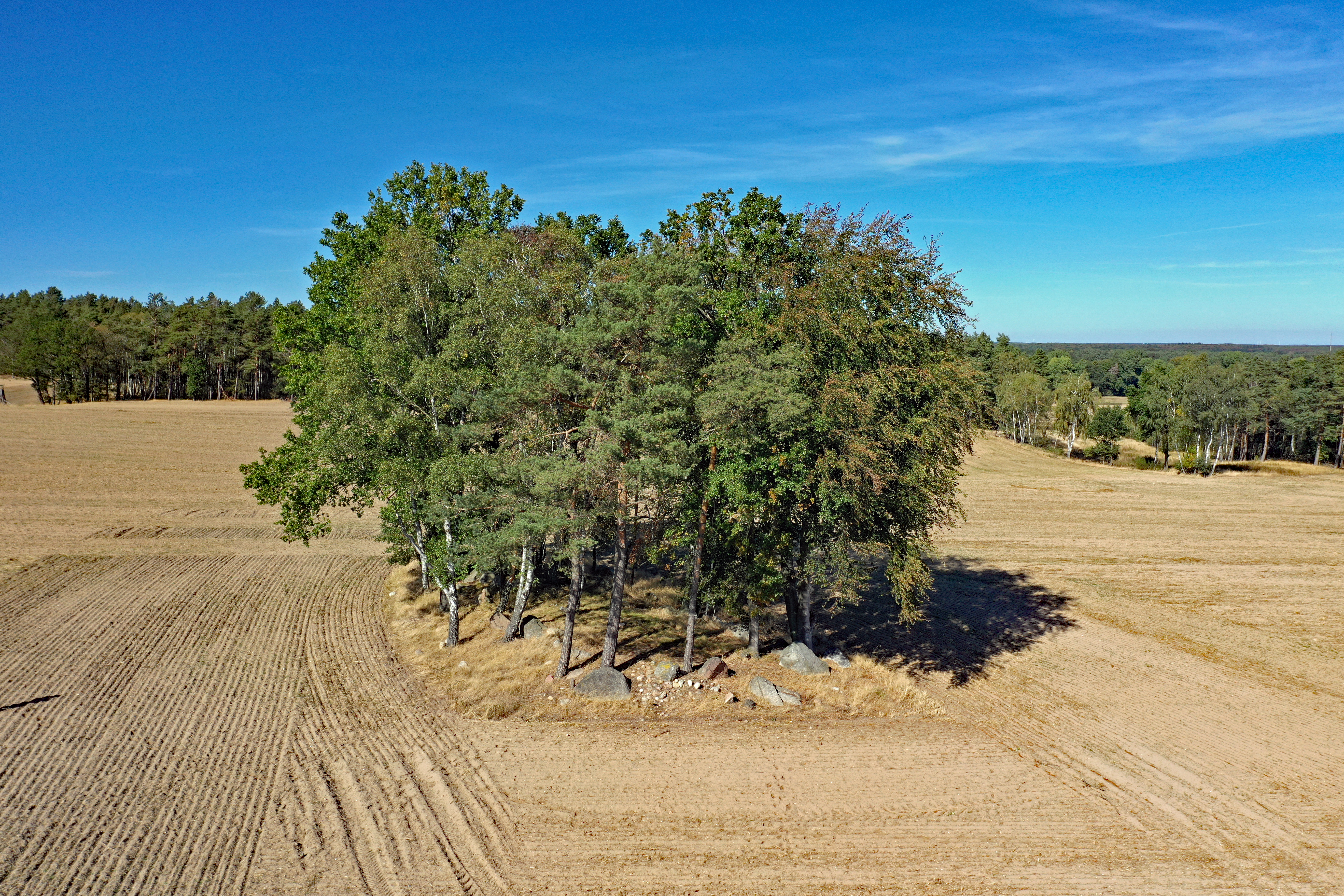
Luftbild des Grabes

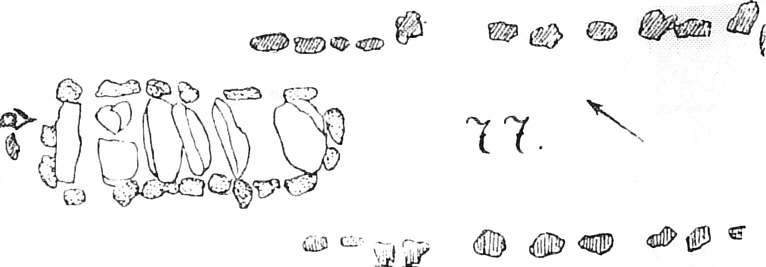
Grundriss des Grabes Molmke nach Krause/Schoetensack

Grab 1 gehört zum Typ der Großdolmen. Die Hügelschüttung ist länglich und hat eine Höhe von 1,3 m. Sie befand sich ursprünglich innerhalb der Grabeinfassung, ist aber mittlerweile darüber hinaus geflossen. Die Einfassung ist nordwest-südöstlich orientiert und trapezförmig. Ihre Länge beträgt heute 27 m, lässt sich aber auf ursprüngliche 28,6 m rekonstruieren, die Breite beträgt 7,0–8,5 m. Die Einfassung besteht heute noch aus 25 Steinen, einer davon ist zerbrochen. Im Nordwesten, im Bereich der Grabkammer, sind keine Umfassungssteine vorhanden. An der Südostseite befinden sich zwei Wächtersteine, einer davon ist zerbrochen.
Die Grabkammer ist nordwest-südöstlich orientiert und befindet sich im nordwestlichen Teil der Umfassung. Sie bestand ursprünglich aus 18 Tragsteinen und sechs Decksteinen, die alle erhalten sind. Allerdings sind die Decksteine in die Kammer verstürzt und haben die Tragsteine dabei wahrscheinlich nach außen gedrückt. Ein Deckstein ist zerbrochen. Die beiden größten Decksteine messen 2,4 m × 1,5 m × 0,5 m bzw. 2,5 m × mindestens 1,2 m × 0,7 m, die anderen Steine haben (außer einem mit einer Länge von nur 2,2 m) fast identische Maße. Die Kammer ist trapezförmig und hat eine Länge von 9,9 m. Ihre Breite beträgt 2,1–3,2 m.

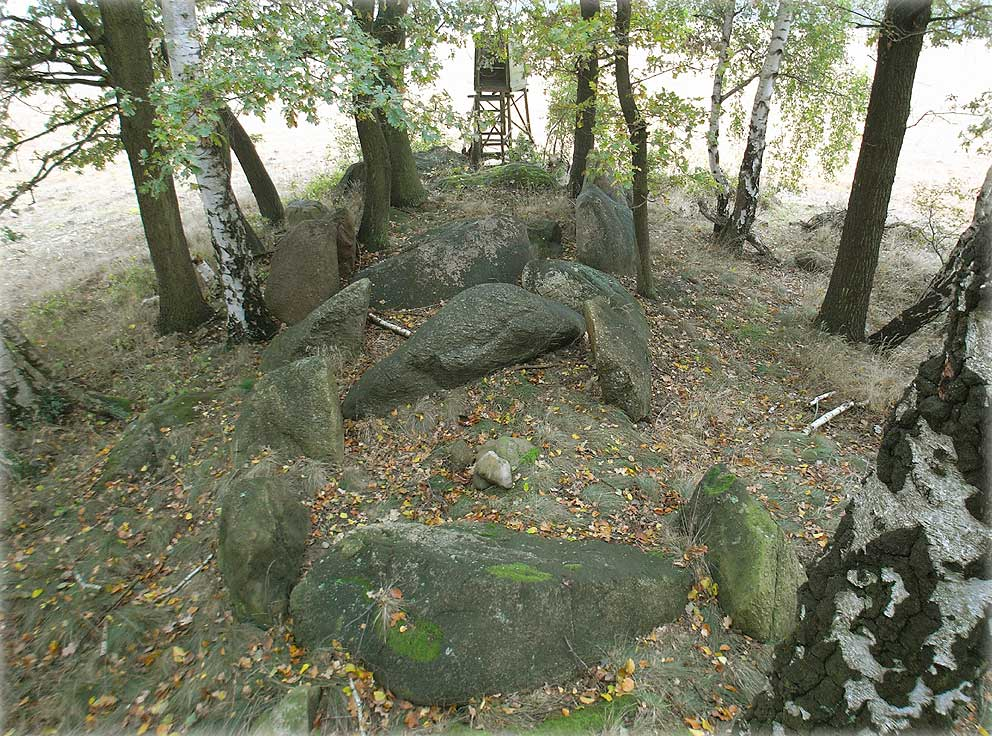
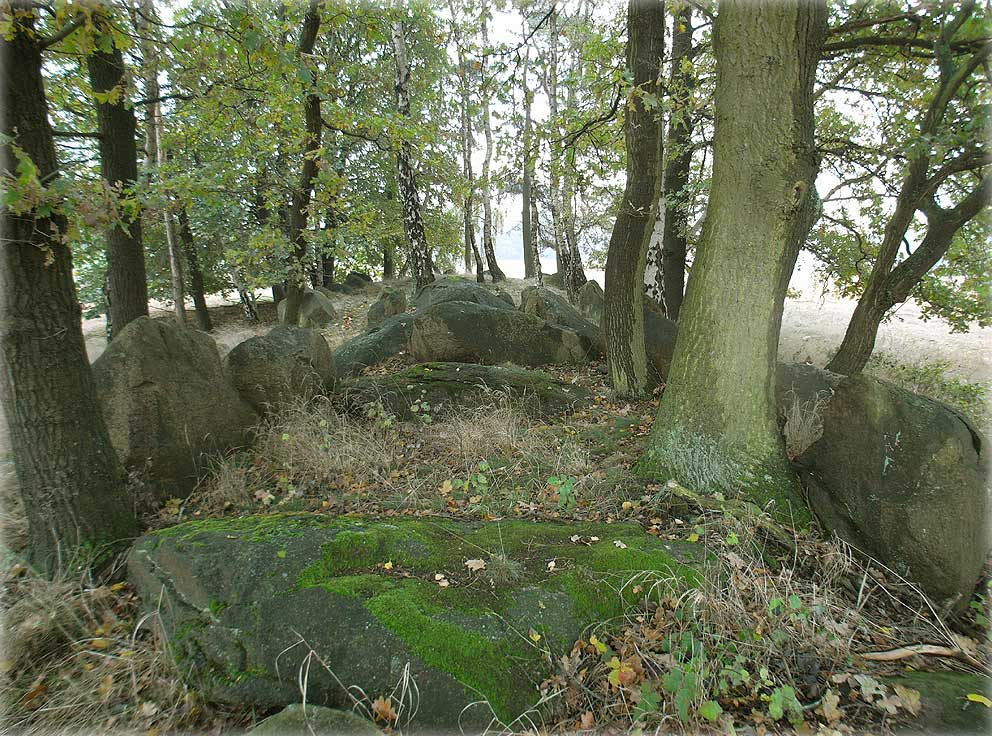
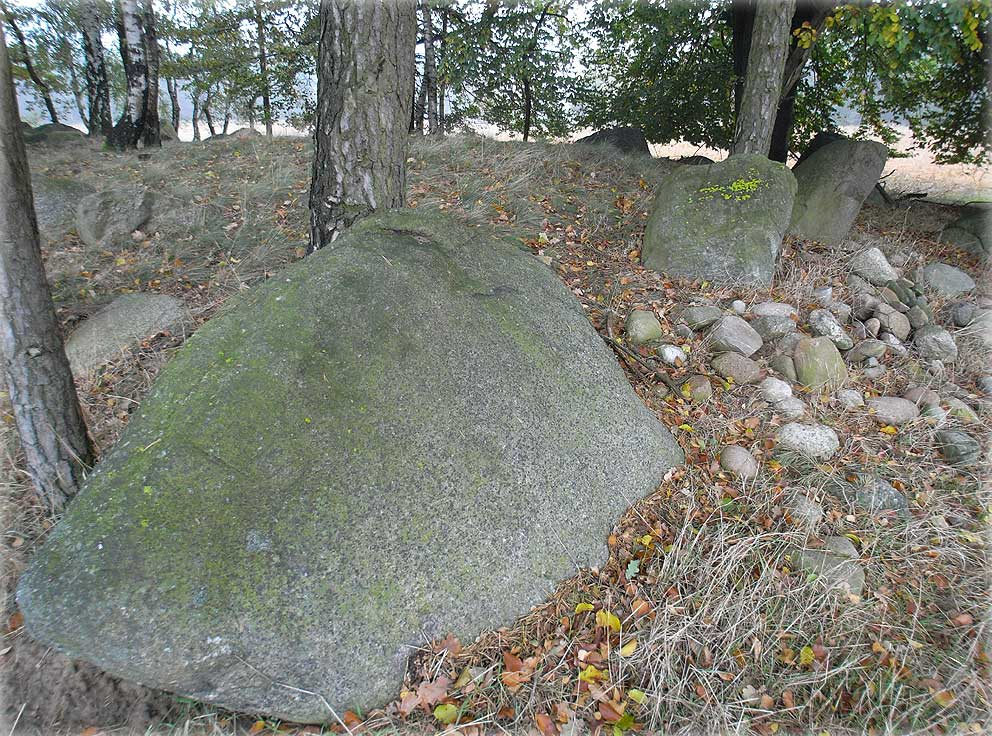
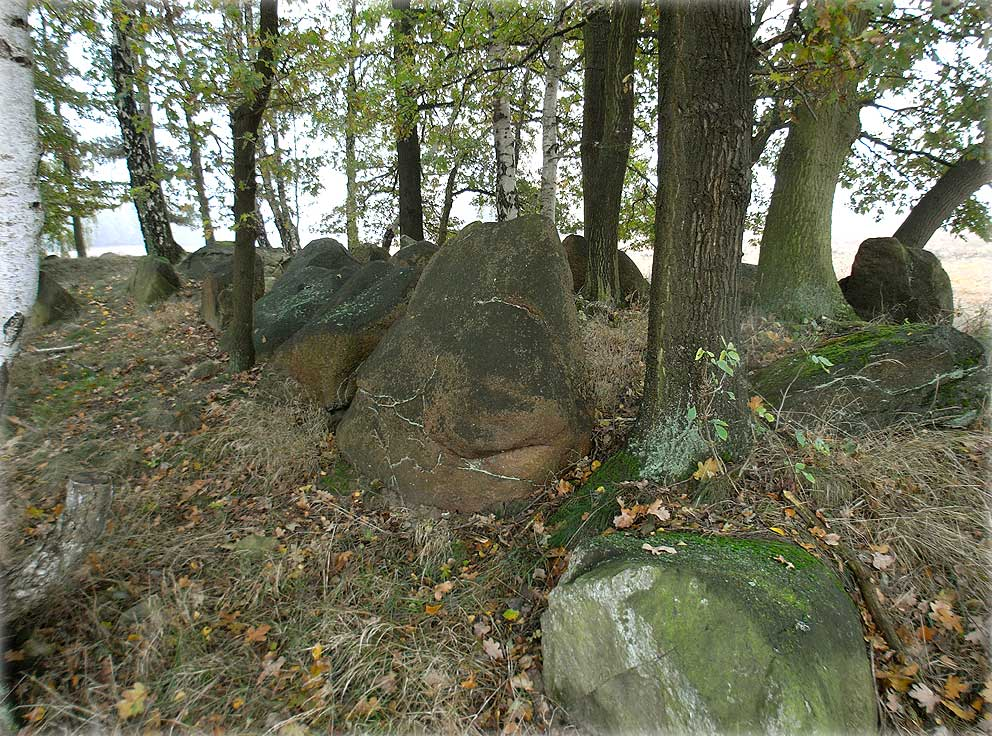
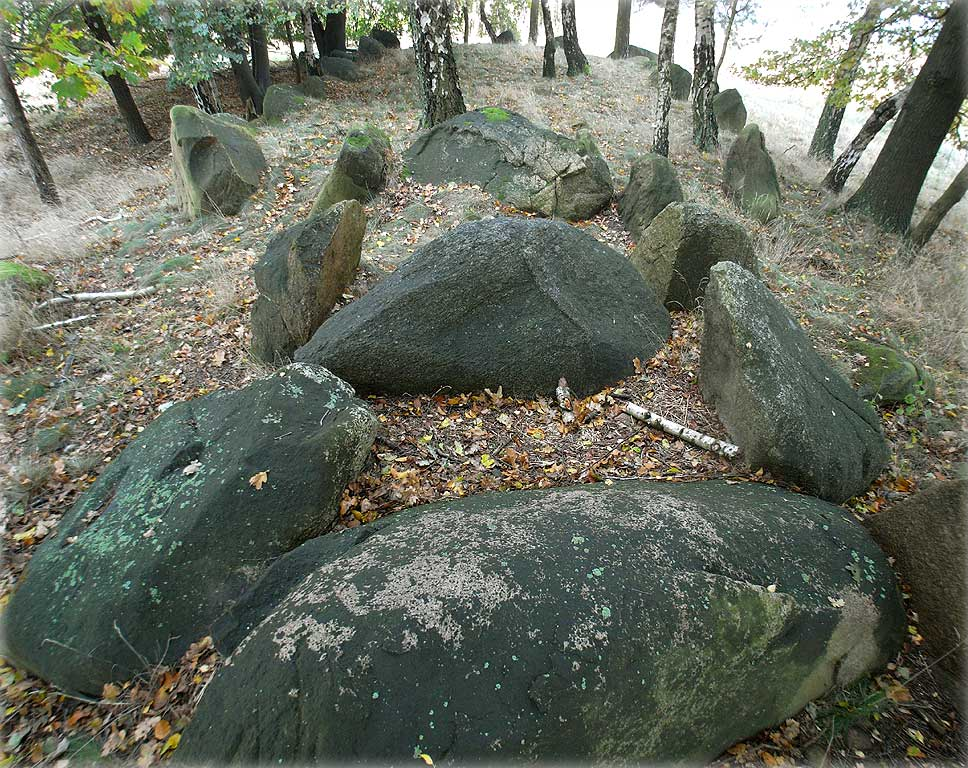
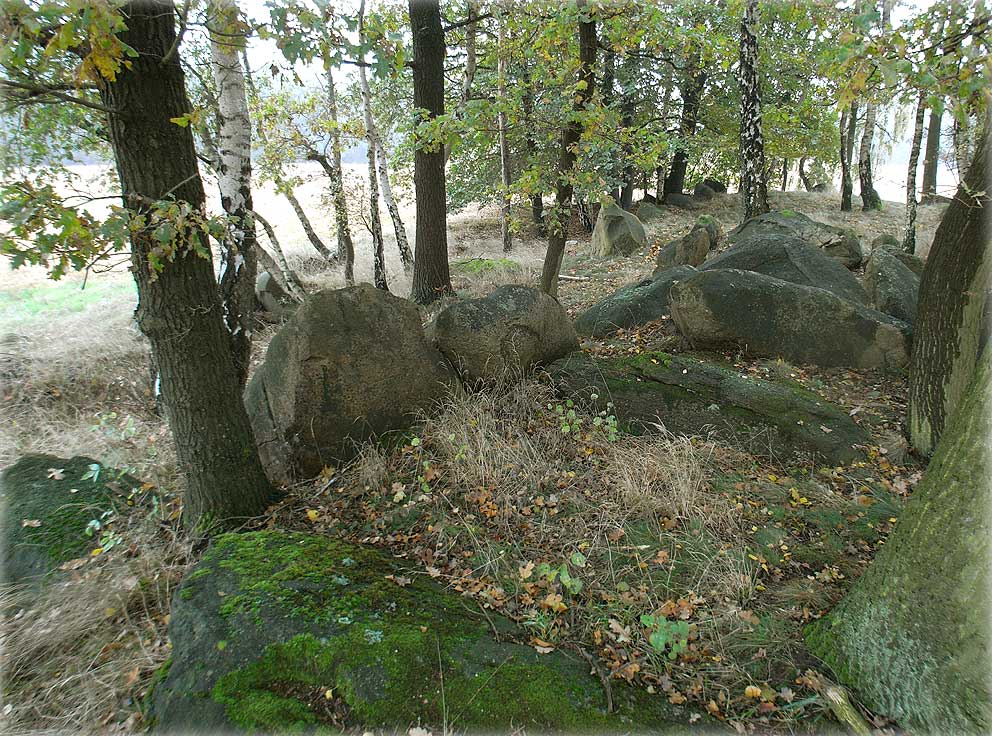

### Zerstörte Gräber

#### Grab 2
Grab 2 hatte eine Länge von 15,7 m und eine Breite von 6 m. Die Kammer besaß bei Danneils Untersuchung noch ihre Wandsteine, der Deckstein fehlte aber bereits. Der genaue Grabtyp lässt sich anhand dieser Angaben nicht sicher bestimmen.

#### Grab 3
Grab 3 hatte eine Länge von 20,1 m und eine Breite von 6,6 m. Die Umfassungssteine waren bei Danneils Untersuchung bereits gänzlich entfernt worden. Die Grabkammer war hingegen noch intakt. Sie besaß vier Decksteine mit je 2,5 m länge, die offenbar alle noch auf den Wandsteinen auflagen. Bei der Kammer dürfte es sich um einen Großdolmen oder ein Ganggrab gehandelt haben.

#### Grab 4
Grab 4 hatte eine Länge von 13,2 m und eine Breite von 9,1 m. Es war wohl nord-südlich orientiert. Die Grabkammer hatte eine Länge von 3,5 m. Bei Danneils Untersuchung fehlten bereits die Decksteine sowie die Wächtersteine an den südlichen Ecken der Umfassung. Aufgrund ihrer Größe dürfte es sich bei der Kammer um einen erweiterten Dolmen oder einen Großdolmen gehandelt haben.

#### Grab 5
Grab 5 hatte eine Länge von 26,4 m und eine Breite von 13,2 m. Die Umfassungssteine fehlten bei Danneils Untersuchung bereits größtenteils. Die Grabkammer war schmal und besaß einen abgerutschten Deckstein. Der genaue Grabtyp lässt sich nicht mehr bestimmen.

#### Grab 6
Grab 6 besaß eine Grabkammer mit einer Länge von 10 m und einer Breite von 2,2 m. Sie verfügte über drei Decksteine; es handelte sich somit um einen Großdolmen oder ein Ganggrab.

#### Grab 7
Grab 6 besaß eine Grabkammer mit einer Länge von 9,1 m und einer Breite von 2,5 m. Sie verfügte über vier Decksteine; es handelte sich somit um einen Großdolmen oder ein Ganggrab.

#### Grab 8
Grab 8 hatte eine Länge von 13,2 m und eine Breite von 5,3 m. Es war ost-westlich orientiert. Von der Umfassung fehlten bei Danneils Untersuchung nur einzelne Steine. Am westlichen Ende lag die Grabkammer. Sie besaß einen abgerutschten Deckstein. Der genaue Grabtyp lässt sich nicht bestimmen.

#### Grab 9
Grab 9 besaß eine Grabkammer mit einer Länge von 5,3 m und einer Breite von 1,9 m. Sie verfügte über zwei Decksteine; es handelte sich somit um einen erweiterten Dolmen oder einen (unvollständig erhaltenen) Großdolmen.

#### Grab 10
Grab 10 bestand bei Danneils Untersuchung nur noch aus einem runden Hügel, dessen Steineinbauten bereits vollständig entfernt worden waren. Der Grabtyp lässt sich somit nicht mehr bestimmen. Daneben lagen noch zwei weitere Hügel, die einen unberührten Eindruck machten. Es könnte sich um weitere Großsteingräber mit vollständig überhügelten Grabkammern gehandelt haben, aber auch um bronzezeitliche Grabhügel.